# Weißdorn-Miniersackmotte

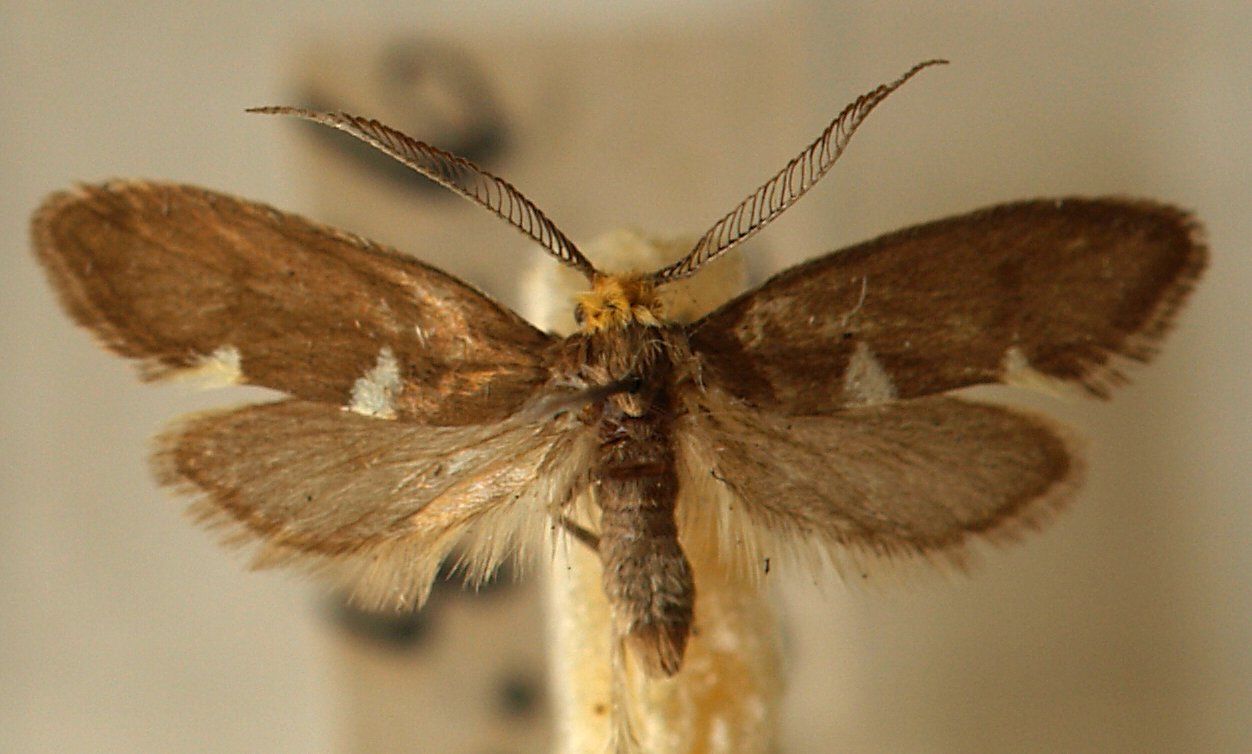
Präparat, Männchen mit gespannten Flügeln

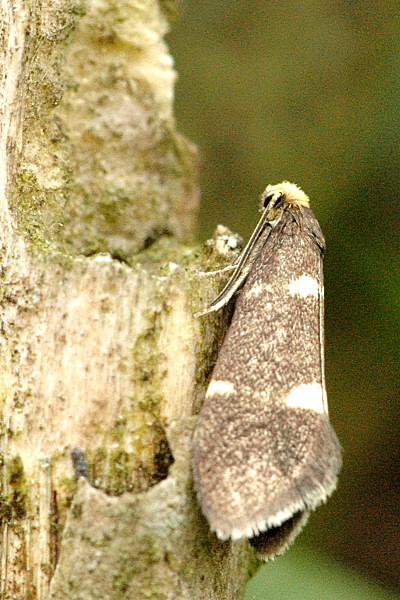
Weibchen

Die Weißdorn-Miniersackmotte (Incurvaria masculella) ist ein Schmetterling aus der Familie der Miniersackmotten (Incurvariidae).

## Merkmale
Die Weißdorn-Miniersackmotte besitzt eine Flügelspannweite von 12–16 mm. Der Kopf ist orange-braun gefärbt. Die dunkelbraunen Vorderflügel weisen an der Innenseite zwei klar begrenzte blasse Flecke auf. Die Hinterflügel sind cremefarben. Die Männchen haben gekämmte Fühler, die Weibchen fadenförmige.

### Ähnliche Arten
- Heidelbeer-Miniersackmotte (Incurvaria oehlmaniella) – sehr ähnliche Färbung und Flügelmusterung; zusätzlich ein oder zwei blasse Flecke am Vorderflügelvorderrand; Männchen mit fadenförmigen Fühlern
- Birken-Miniersackmotte (Incurvaria pectinea) – Männchen ebenfalls mit gekämmten Fühlern, jedoch weniger stark ausgeprägt; Kopf weniger hell; Vorderflügel nicht so dunkel; die hellen Flecke am Flügelinnenrand nicht so klar begrenzt

## Verbreitung
Die Weißdorn-Miniersackmotte kommt in der westlichen Paläarktis vor. Sie ist in Europa weit verbreitet. Das Vorkommen reicht vom nördlichen Fennoskandinavien und den Britischen Inseln im Norden bis in den Mittelmeerraum und nach Kleinasien.

## Lebensweise
Die Art bildet eine Generation im Jahr. Die Schmetterlinge sind tagaktiv und fliegen im Frühjahr in den Monaten April bis Juni. Die Hauptwirtspflanzen der Raupen bilden Weißdorne (Crataegus). Es werden jedoch eine Reihe weiterer Wirtspflanzen genutzt: die Hainbuche (Carpinus betulus), die Edelkastanie (Castanea sativa), die Gemeine Hasel (Corylus avellana), die Rotbuche (Fagus sylvatica), die Roteiche (Quercus rubra), Rosen (Rosa), die Winterlinde (Tilia cordata) und die Sommerlinde (Tilia platyphyllos) sowie die Heidelbeere (Vaccinium myrtillus). Die Raupen minieren anfangs, in den Monaten Mai und Juni, die Blätter ihrer Wirtspflanzen. Sie erzeugen dabei eine typische Platzmine. Danach verlassen sie ihre Mine und ernähren sich am Erdboden von herabgefallenem Laub. Die Raupen leben dabei in einem selbstgefertigten Sack aus Pflanzenmaterial, den sie gegebenenfalls erweitern. Die Raupen überwintern und verpuppen sich im Frühjahr.